# Alibi
Alibi (łac. gdzie indziej) – dowód w postępowaniu karnym na okoliczność, że podejrzany albo oskarżony znajdował się w miejscu innym niż miejsce popełnienia zarzucanego mu przestępstwa. W szerszym znaczeniu mianem alibi określany jest każdy dowód przesądzający, że podejrzany lub oskarżony nie mógł popełnić zarzuconego mu przestępstwa.